# Atheta holmbergi
Atheta holmbergi är en skalbaggsart som beskrevs av Max Bernhauer 1907. Atheta holmbergi ingår i släktet Atheta och familjen kortvingar. Inga underarter finns listade i Catalogue of Life.